# Брандис Анатолій Якович
Анатолій Якович Брандис (нар. 12 серпня 1923, Катеринослав — 23 березня 1988, Москва) — радянський військовий льотчик, двічі Герой Радянського Союзу (1945), в роки Німецько-радянської війни льотчик-штурмовик літака Іл-2 75-го гвардійського штурмового авіаційного полку 1-ї гвардійської штурмової авіаційної дивізії. Генерал-лейтенант авіації (1978), кандидат військових наук (1976).

## Біографія
Народився 12 серпня 1923 року в місті Катеринослав (нині Дніпро) в сім'ї робітника, українець. Закінчив середню школу.
У Червоній Армії з червня 1941 року. Закінчив Пермську військову школу пілотів у 1943 році.
Учасник Німецько-радянської війни з серпня 1943 року. Бойове хрещення отримав на Південному фронті. Перший бойовий виліт зробив у складі групи на штурмовку колони ворожих танків з дивізії «Мертва голова». Воював у небі Мелітополя, Криму, Білорусі, Литви і Східної Пруссії. Пройшов шлях від льотчика до командира ескадрильї 75-го гвардійського штурмового авіаполку. Загалом зробив 228 бойових вильотів. Незважаючи на численні пробоїни в літаку Іл-2, протягом усієї війни ні сам Анатолій Брандис, ні його екіпаж жодного разу не були поранені. Його постійним стрільцем-радистом був кавалер трьох орденів Слави, киргиз Абдикасим Каримшаков.
У 1950 закінчив Військово-повітряну академію, в 1959 — Військову академію Генштабу. З 1964 р. викладав у військових навчальних закладах. Кандидат військових наук. З 1986 року генерал-лейтенант авіації А. Я. Брандис — у відставці.
Жив у Москві. Помер 23 березня 1988 року. Похований на Кунцевському кладовищі в Москві (ділянка 9-2).

## Нагороди
Нагороджений орденом Леніна (1945), орденом Жовтневої Революції (1978), 4 орденами Червоного Прапора (1943, лютий 1944, листопад 1944, 1945), орденом Олександра Невського (1944), 2 орденами Вітчизняної війни 1-го ступеня (1944, 1985), орденом Червоної Зірки (1956), медалями.

## Вшанування пам'яті
У Дніпрі встановлене бронзове погруддя Брандиса та відкрита пам'ятна меморіальна дошка в СШ № 77 по вул. Нестерова, 29 Новокодацького району..